# 澳大利亞聯邦之星

澳大利亞國徽上的聯邦之星圖案

澳大利亞聯邦之星（英語：Commonwealth Star）是一個七角星圖案，為澳大利亞聯邦的象徵之一，自1901年1月1日開始使用。聯邦之星的六個角象徵澳大利亞原本的六個州，而第七個角則象徵澳大利亞未來的州分或領地。原本聯邦之星只有六個角，不過在1905年巴布亞領地劃入澳大利亞之後，在1909年增加了第七個角。聯邦之星也是澳大利亞國旗和圖案設計極為相似的紐西蘭國旗的主要不同之處。

澳大利亞國旗
澳大利亞國徽（1912年版）
澳大利亞國徽（1908年版）
澳大利亞女王伊莉沙白二世個人旗幟
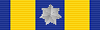
澳洲國防軍服役獎章勛略
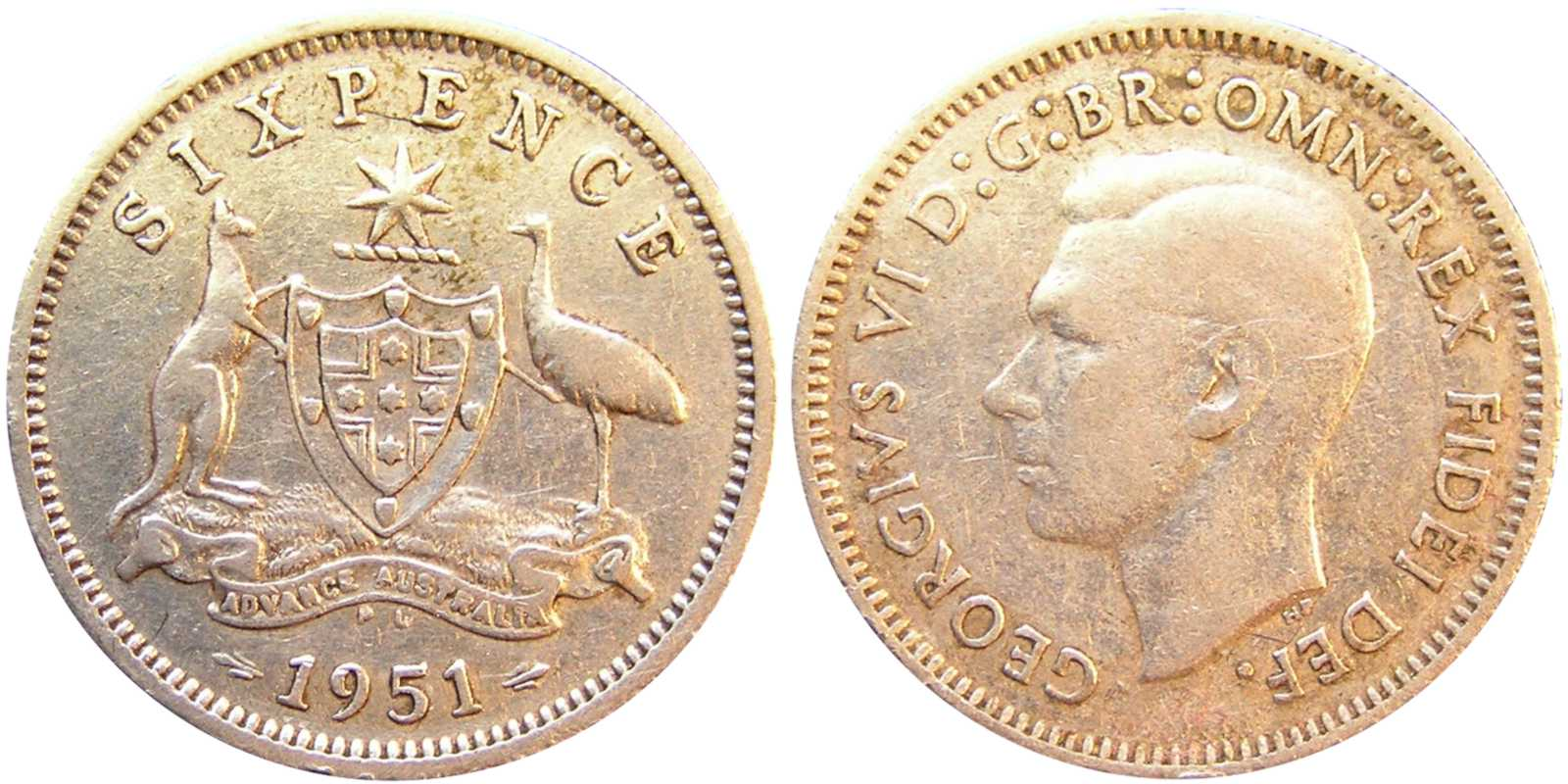
1951年澳洲6便士硬幣
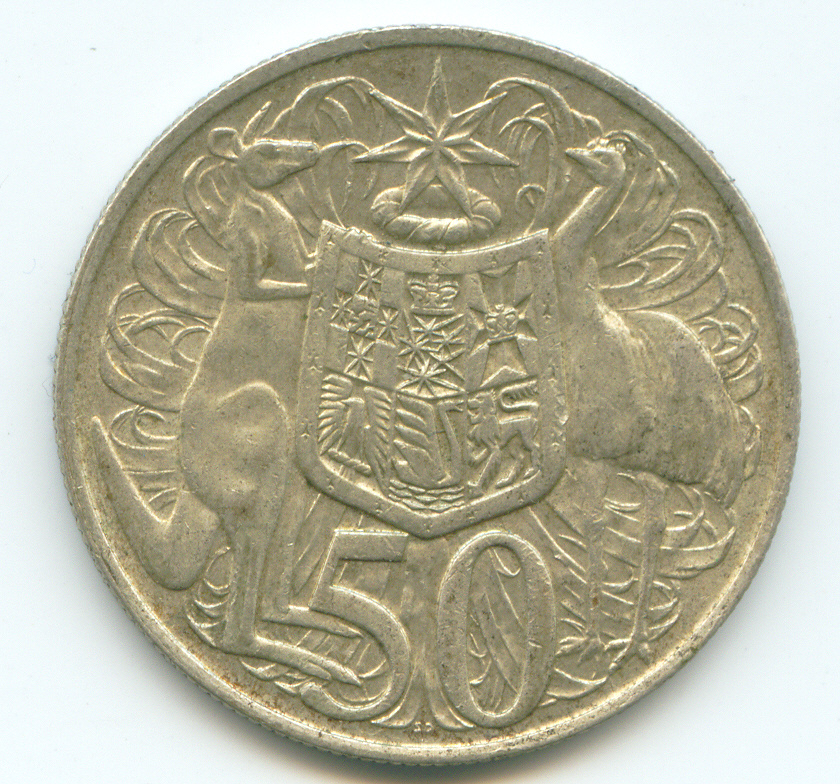
1966年50澳分硬幣
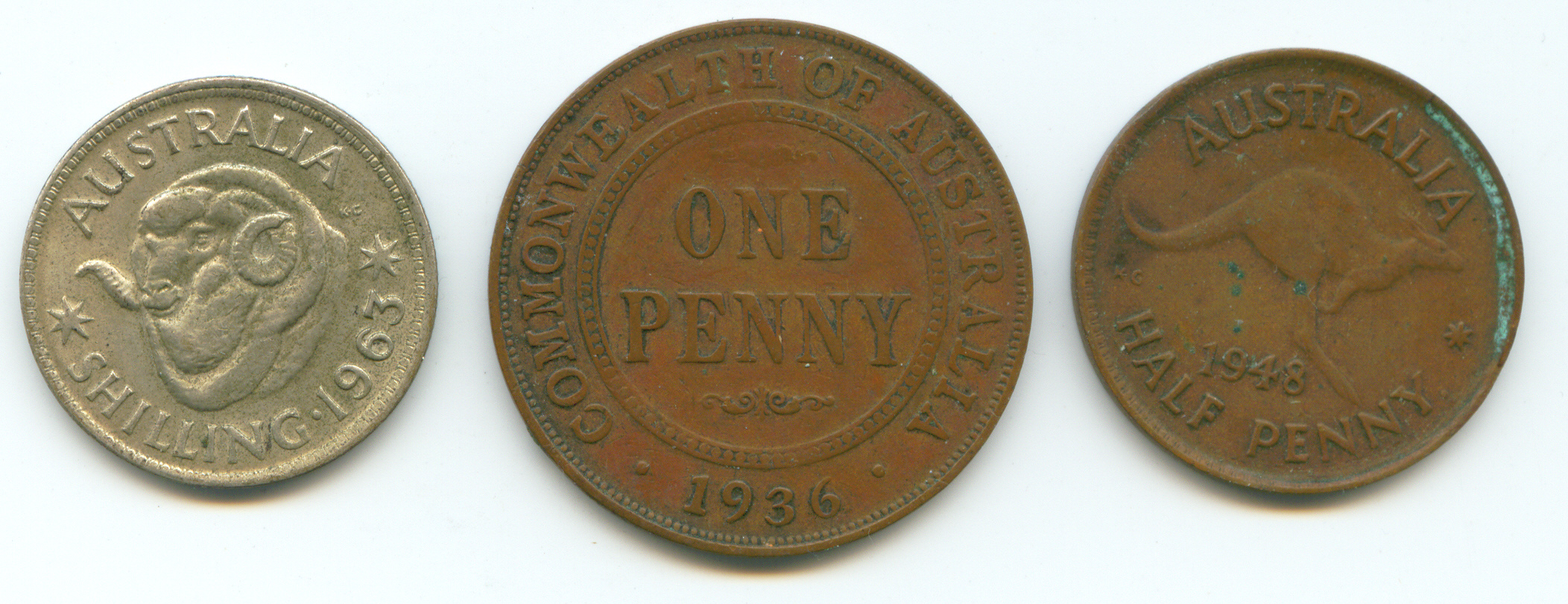
澳大利亞鎊硬幣
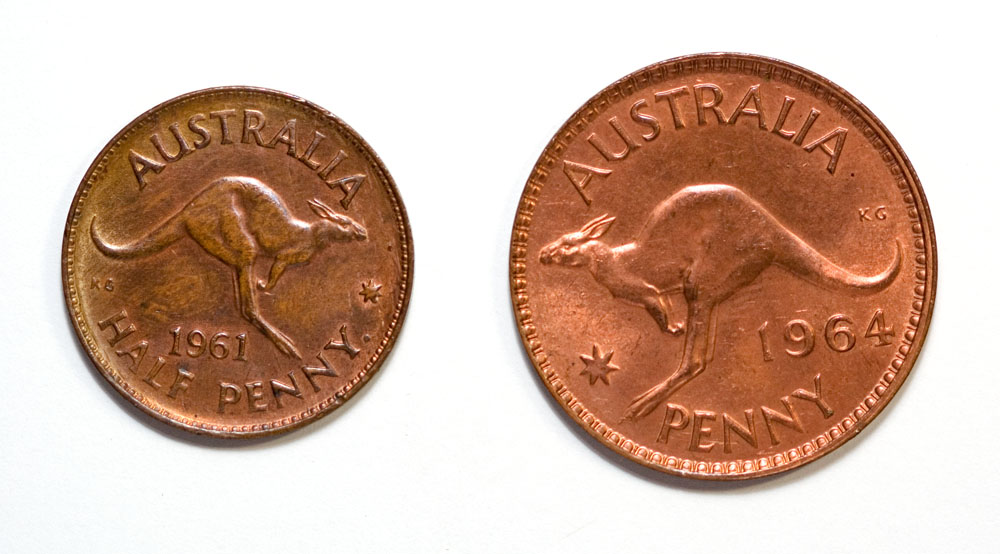
澳大利亞便士硬幣